# Coppa dei Campioni del Maghreb
La Coppa dei Campioni del Maghreb (in francese Coupe du Maghreb des clubs champions) è stata una competizione calcistica riservata a squadre di club appartenenti ai paesi del Maghreb e disputata con cadenza annuale dal 1970 al 1975. 
Le squadre partecipanti alla prima edizione, provenienti da Tunisia, Marocco, Algeria e Libia, avevano vinto il campionato nazionale del rispettivo paese nella precedente stagione calcistica. Furono gli algerini del CR Belouizdad, allora chiamato CR Belcourt, a vincere le prime tre edizioni del torneo, prima di cederne il primato ai club tunisini.
Nel giugno 1968 i delegati delle federazioni del Maghreb decisero di creare l'Unione calcistica maghrebina (UMF), che nel 1969 organizzò ad Algeri la prima edizione della Coppa delle Coppe del Maghreb e nel 1970 ad Algeri il primo torneo tra i club campioni nei rispettivi paesi.
Questa competizione fu istituita come prosecutrice del campionato di calcio del Nordafrica, scomparso in seguito all'indipendenza dei paesi del Maghreb.
La Coppa dei Campioni del Nordafrica, istituita nel 2008, è considerata la succeditrice di queste competizioni. 

## Albo d'oro
| 1970 Dettagli | Algeri         | CR Belcourt   | 2 – 2 ( – ) dtr   | CS Sfaxien       | Al-Ittihad Club | 0 – 0 ( – ) dtr | Wydad AC Casablanca |
| 1971 Dettagli | casa/trasferta | CR Belcourt   | [ 1 ]             | ES Tunis         | FAR Rabat       | FAR Rabat       | FAR Rabat           |
| 1972 Dettagli | Casablanca     | CR Belcourt   | 2 – 1             | CS Sfaxien       | RS Settat       | 1 – 0           | MC Oran             |
| 1973 Dettagli | Tunisi         | ES Sahel      | 2 – 0             | CR Belcourt      | ADM Casablanca  | 1 – 1 ( – ) dtr | MO Constantine      |
| 1974 Dettagli | Algeri         | Club Africain | 2 – 0             | JS Kabylie       | ES Sahel        | 1 – 0           | KAC Kénitra         |
| 1975 Dettagli | Casablanca     | Club Africain | 2 – 0             | Raja Beni Mellal | ES Tunis        | 1 – 0           | JS Kabylie          |
| 1976 Dettagli | Tunisi         | Club Africain | 1 – 1 (4 – 2) dtr | MC Alger         | ES Tunis        | 4 – 2           | Mouloudia Oujda     |

## Vittorie per squadra
| Pos. | Squadra              | Vittorie | Secondi posti | Terzi posti |
| ---- | -------------------- | -------- | ------------- | ----------- |
| 1    | CR Belouizdad        | 3        | 1             | 0           |
| 2    | Club Africain        | 3        | 0             | 0           |
| 3    | ES Sahel             | 1        | 0             | 1           |
| 4    | CS Sfaxien           | 0        | 2             | 0           |
| 5    | ES Tunis             | 0        | 1             | 2           |
| 6    | JS Kabylie           | 0        | 1             | 0           |
| 6    | MC Alger             | 0        | 1             | 0           |
| 6    | Raja Beni Mellal     | 0        | 1             | 0           |
| 9    | Al-Ittihad Club      | 0        | 0             | 1           |
| 9    | FAR Rabat            | 0        | 0             | 1           |
| 9    | Racing AC Casablanca | 0        | 0             | 1           |
| 9    | RS Settat            | 0        | 0             | 1           |

- CR Belouizdad (già CR Belcourt)
- Racing AC Casablanca (già ADM Casablanca)

## Vittorie per nazione
| Pos. | Nazione | Vittorie | Secondi posti | Terzi posti |
| ---- | ------- | -------- | ------------- | ----------- |
| 1    | Tunisia | 4        | 3             | 3           |
| 2    | Algeria | 3        | 3             | 0           |
| 3    | Marocco | 0        | 1             | 3           |
| 3    | Libia   | 0        | 0             | 1           |